# Степанищев, Александр Александрович
Александр Александрович Степанищев (укр. Олександр Олександрович Степанищев, позывной — SMIT; 24 июня 1980, Колюхов — 5 мая 2024, Григоровка) — украинский военнослужащий, солдат, участник российско-украинской войны. Герой Украины (2025, посмертно).

## Биография
Родился 24 июня 1980 года в селе Колюхов Винницкой области.
Во время полномасштабного вторжения России в Украину служил старшим стрелком-оператором 1-го стрелкового отделения 3-го стрелкового взвода 3-й стрелковой роты 1-го стрелкового батальона 56-й отдельной мотопехотной бригады.
Погиб 5 мая 2024 года в районе села Григоровка Бахмутского района Донецкой области в результате миномётного обстрела.
Похоронен в родном селе.

## Награды
- Звание «Герой Украины» с удостоением ордена «Золотая Звезда» (21 февраля 2025, посмертно) — за личное мужество и героизм, проявленные в защите государственного суверенитета и территориальной целостности Украины, верность военной присяге[1].